# Iotonchus zchockei
Iotonchus zchockei är en rundmaskart. Iotonchus zchockei ingår i släktet Iotonchus, och familjen Iotonchusidae. Arten är reproducerande i Sverige.